# Lee Byung-hun
Lee Byung-hun (Koreaans: 이병헌) (Seongnam, 12 juli 1970) is een Zuid-Koreaans acteur.
Lee studeerde aan de Hanyang universiteit en aan de Chung-Ang universiteit in Seoel. Hij is een populaire acteur in zijn geboorteland Zuid-Korea en werd later ook internationaal bekend met een aantal Amerikaanse films, waarvan de bekendste zijn G.I. Joe: The Rise of Cobra en G.I. Joe: Retaliation waarin hij de rol van Storm Shadow speelde en in de film Terminator Genisys met de rol van  de T-1000 Terminator. Lee is in 2013 getrouwd met de actrice Lee Min-jung, in 2015 kregen ze een zoon.